# Peter Christoffer Cederbaum
Peter Christoffer Cederbaum (före 1756 Bauman) född 6 januari 1733, död 10 oktober 1795, var en svensk bergsman och industriman.

## Biografi
Cederbaum stammade från en tysk borgarsläkt, som 1620 inflyttat till Västervik och där blivit betydelsefulla handelsmän. Hans föräldrar var  Lorens Bauman och Katarina Dorotea Hoppenstedt. Genom mödernearv kom han i besittning av de rika Cederflychtska arvet med egendomarna Helgerum och Ankarsrum. Under hans förvaltning blev brukskomplexet delaktigt i uppsvinget för den svenska järnhanteringen under andra hälften av 1700-talet. Han adlades 1756 med namnet Cederbaum och erhöll 1780 bergsråds titel.